# انتظار (نقاشی)
انتظار (انگلیسی: Waiting) یک نقاشی پاستل روی کاغذ از ادگار دگا نقاش امپرسیونیست فرانسوی است که بین سال‌های ۱۸۸۰ تا ۱۸۸۲ کشیده شد. این یکی از نخستین نمونه‌کارهای او با موضوع بالرین‌هاست که اوایل دههٔ ۱۸۸۰ آفرید و تعدادشان به حدود ۲۰۰ اثر می‌رسد. رنگ‌آمیزی چالاک و پرسپکتیو شیب‌دار نقاشی قابل‌توجه و مثال‌زدنی است.